# Need for Speed
Need for Speed (kurz NFS; englisch für „Bedürfnis nach Geschwindigkeit“) ist eine Autorennspiel-Serie von Electronic Arts. Der erste Titel erschien 1994 mit The Need for Speed für die 3DO Interactive Multiplayer. Die Serie ist bekannt dafür, dass sie schon früh real existierende Serienwagen und Konzeptfahrzeuge mit Herstellerlizenz ins Spiel einband. In anderen Rennspielen waren bis dahin meist fiktive Fahrzeuge zu sehen. In den meisten Titeln sind die Strecken und Orte rein fiktiv, in manchen (z. B. Porsche, Pro Street oder The Run) wurden jedoch auch Umgebungen und Rennstrecken aus der echten Welt übernommen.
Insgesamt wurden nach Herstellerangaben über 150 Millionen Spiele der Reihe verkauft.

## Hersteller
Die Spiele werden vom US-amerikanischen Software-Publisher Electronic Arts herausgegeben. Seit dem sechsten Teil Hot Pursuit 2 bis Undercover wurden die Spiele vom Entwicklerstudio EA Black Box produziert. Die darauffolgenden Titel (Shift, Nitro, Hot Pursuit und Shift 2: Unleashed) wurden von verschiedenen Studios entwickelt. 2011 aber wurde Need for Speed: The Run wieder von EA Black Box programmiert. Das 2010 erschienene MMOG Need for Speed: World wurde ebenfalls von Black Box programmiert. Die Neuauflage von Most Wanted von 2012 übernahm Criterion Games, die bereits Hot Pursuit entwickelt hatten. Zunächst hieß es, dass Criterion die komplette Spielserie übernehme. Allerdings übergab Electronic Arts die Entwicklung schon 2013, noch während der Arbeiten an Rivals, an das schwedische Studio Ghost Games (vormals EA Göteborg), nachdem bereits ein Großteil der Belegschaft von Criterion zu Ghost Games gewechselt war.
Zwischen Rivals und dem Reboot 2015 unterbrachen Electronic Arts und Ghost Games den jährlichen Veröffentlichungsturnus der Rennspielserie, um sich mehr Zeit zur Entwicklung zu verschaffen, überbrückt wurde diese Pause im Januar 2015 durch einen Ableger für Android-Smartphones, Need for Speed: No Limits, für den Firemonkeys Studios verantwortlich zeichnete. Im November 2017 wurde ein weiterer von Ghost Games entwickelter Teil der Serie unter dem Titel Need for Speed Payback für PlayStation 4, Xbox One und Windows veröffentlicht.

## Teile der Serie
| Jahr | Titel              | Entwickler                     | Plattformen | Metascore |
| ---- | ------------------ | ------------------------------ | --- | --------- |
| 1994 | The Need for Speed | EA Canada, Pioneer Productions | Windows, PlayStation, DOS, 3DO, Sega Saturn                                                                    | –         |
| 1997 | Need for Speed II  | EA Canada, EA Seattle          | Windows, PlayStation                                                                                           | 71/100    |
| 1999 | Brennender Asphalt | EA Canada, EA Seattle          | Windows, PlayStation                                                                                           | 86/100    |
| 2000 | Porsche            | EA Canada, Eden Games          | Windows, PlayStation, Game Boy Advance                                                                         | 78/100    |
| 2006 | Carbon             | EA Black Box                   | Windows, macOS, PlayStation 2, PlayStation 3, Xbox, Xbox 360, GameCube, Wii, PlayStation Portable, Nintendo DS | 78/100    |
| 2007 | ProStreet          | EA Black Box                   | Windows, PlayStation 2, PlayStation 3, Xbox 360, Wii, PlayStation Portable, Nintendo DS                        | 70/100    |
| 2008 | Undercover         | EA Black Box                   | Windows, PlayStation 2, PlayStation 3, Xbox 360, Wii, PlayStation Portable, Nintendo DS, iOS, Windows Phone    | 65/100    |
| 2011 | The Run            | EA Black Box                   | Windows, PlayStation 3, Xbox 360, Wii, Nintendo 3DS                                                            | 69/100    |
| 2013 | Rivals             | Ghost Games                    | Windows, PlayStation 3, PlayStation 4, Xbox 360, Xbox One                                                      | 76/100    |
| 2015 | Need for Speed     | Ghost Games                    | Windows, PlayStation 4, Xbox One                                                                               | 68/100    |
| 2017 | Payback            | Ghost Games                    | Windows, PlayStation 4, Xbox One                                                                               | 62/100    |
| 2019 | Heat               | Ghost Games                    | Windows, PlayStation 4, Xbox One                                                                               | 72/100    |
| 2022 | Unbound            | Criterion Games                | Windows, PlayStation 5, Xbox Series                                                                            | 73/100    |

Anmerkungen:
1. ↑  US: High Stakes, EN: Road Challenge

| Jahr | Titel                    | Entwickler            | Plattformen                                                        | Metascore |
| ---- | ------------------------ | --------------------- | ------------------------------------------------------------------ | --------- |
| 1998 | Hot Pursuit              | EA Canada, EA Seattle | Windows, PlayStation                                               | 88/100    |
| 2001 | Web Racing (eingestellt) | EA Canada, EA Seattle | Windows                                                            |           |
| 2002 | Hot Pursuit 2            | EA Black Box          | Windows, PlayStation 2, Xbox, GameCube                             | 73/100    |
| 2010 | Hot Pursuit              | Criterion Games       | Windows, PlayStation 3, Xbox 360, Wii, iOS, Android, Windows Phone | 86/100    |
| 2020 | Hot Pursuit Remastered   | Criterion Games       | Windows, PlayStation 4, Xbox One, Nintendo Switch                  | 74/100    |

| Jahr | Titel              | Entwickler      | Plattformen                                                                                           | Metascore |
| ---- | ------------------ | --------------- | --- | --------- |
| 2005 | Most Wanted (2005) | EA Black Box    | Windows, PlayStation 2, Xbox, Xbox 360, GameCube, PlayStation Portable, Nintendo DS, Game Boy Advance | 82/100    |
| 2012 | Most Wanted (2012) | Criterion Games | Windows, PlayStation 3, Xbox 360, Wii U, PlayStation Vita, iOS, Android                               | 78/100    |

| Jahr | Titel              | Entwickler           | Plattformen                                                                                      | Metascore |
| ---- | ------------------ | -------------------- | ------------------------------------------------------------------------------------------------ | --------- |
| 2009 | Shift              | Slightly Mad Studios | Windows, PlayStation 3, Xbox 360, PlayStation Portable, iOS, Windows Phone, Blackberry Tablet OS | 83/100    |
| 2011 | Shift 2: Unleashed | Slightly Mad Studios | Windows, PlayStation 3, Xbox 360, iOS                                                            | 84/100    |

| Jahr | Titel              | Entwickler   | Plattformen                                                           | Metascore |
| ---- | ------------------ | ------------ | --------------------------------------------------------------------- | --------- |
| 2003 | Underground        | EA Black Box | Windows, PlayStation 2, Xbox, GameCube, Game Boy Advance              | 82/100    |
| 2004 | Underground 2      | EA Black Box | Windows, PlayStation 2, Xbox, GameCube, Game Boy Advance, Nintendo DS | 82/100    |
| 2005 | Underground Rivals | EA Black Box | PlayStation Portable                                                  | 74/100    |

| Jahr | Titel                                       | Entwickler                      | Plattformen      | Metascore |
| ---- | ------------------------------------------- | ------------------------------- | ---------------- | --------- |
| 1999 | Need for Speed 64 (Entwicklung eingestellt) | EA Canada                       | Nintendo 64      |           |
| 2001 | Motor City Online (eingestellt)             | EA Canada                       | Windows          |           |
| 2002 | Top Speed (eingestellt)                     | EA Pogo                         | Windows          |           |
| 2008 | TerrorFive (Entwicklung eingestellt)        | EA Black Box                    | Windows          |           |
| 2008 | Millionaire (Entwicklung eingestellt)       | Criterion Games                 | Windows          |           |
| 2009 | Nitro                                       | EA Seattle                      | Nintendo DS, Wii |           |
| 2010 | World                                       | EA Montreal                     | Windows          | 62/100    |
| 2015 | No Limits                                   | Firemonkeys Studios             | iOS, Android     | 67/100    |
| 2017 | Edge                                        | EA Spearhead, Nexon Corporation | Windows          |           |
| 2024 | Mobile                                      | TiMi Studio Group, Tencent      | Android          |           |

Anmerkungen:
1. ↑  MMO

## Rezeption
The Need for Speed bot reale Autos und eine damals neuartige Verfolgungsjagd mit der Polizei. Schon im ersten Serienteil wurde das Gameplay auf Spielspaß fokussiert und auf eine zu realistische Fahrphysik verzichtet. Der zweite Teil erhöhte das Spieltempo und bot wahlweise realistischere Fahrphysik und entfernte die Polizeiverfolgungen, was im dritten Teil gleich wieder rückgängig gemacht wurde. Need for Speed: Hot Pursuit legte die Polizeiverfolgung in den Mittelpunkt, brachte mit Verfolgungsrennen und Knockout jedoch auch neue Spielmodi. Der Teil erhielt hohe Bewertungen der Computerspiel-Presse und verkaufte sich über drei Millionen Mal. Die nachfolgenden Titel waren kommerziell weniger erfolgreich, brachten jedoch mit einem Schadensmodell, Tuning und dem Karrieremodus neue spielerische Möglichkeiten. Need for Speed: Porsche war der erste kommerzielle Flop der Serie. Ab 2001 erschien nun jährlich ein neuer Teil, die später immer schwächer wurden. Mit Need for Speed: Hot Pursuit 2 erzielte man erstmals wieder einen Kassenschlager. Mit Need for Speed: Underground und Need for Speed: Underground 2 wurden neue Rekordverkäufe erzielt, in dem man auf Fanwünsche einging, aber auch von der Popularität des Kinofilms The Fast and the Furious profitierte. Spätere Titel hatten Schwierigkeiten, sich gegen die Konkurrenten Gran Turismo und Forza Motorsport durchzusetzen. Das Spielprinzip mit einer offenen aber leblosen Spielwelt und fehlende Innovationen wurden zunehmend zum Problem. Das Online-Projekt Need for Speed: World scheiterte. Die konzerneigene Frostbite-Engine musste für die Rennspiele auf 30 fps gedrosselt werden. Die Fachpresse wertete ab, jedoch verkauften sich die Titel trotz technischer Unzulängkeiten und teils kurzer Spielzeit weiterhin gut. Mehrfach wurden die verantwortlichen Studios gewechselt. 2014 erschien erstmals in einem Jahr seit 2002 kein neuer Teil der Serie, stattdessen jedoch der kommerziell erfolgreiche Kinofilm.

## Film
Im Juni 2012 kündigte Electronic Arts an, dass die Autorennspiel-Serie verfilmt wird und die Filmrechte an das Filmstudio DreamWorks SKG vergeben wurden. Der Produktionsstart war für Anfang 2013 geplant.
Am 25. September 2013 wurde auch der erste offizielle Trailer veröffentlicht, in dem Aaron Paul die Hauptrolle verkörpert. Der Film kam am 20. März 2014 in die Kinos.